# 滨海勒涅维尔
滨海勒涅维尔（法語：Regnéville-sur-Mer，法語發音：[ʁəɲevil syʁ mɛʁ]）是法国芒什省的一个市镇，属于库唐斯区。

## 地理
滨海勒涅维尔（49°1'17"N, 1°32'31"W）面积8.5 平方千米，位于法国诺曼底大区芒什省，该省份为法国西北部沿海省份，西、北、东北三面环大西洋，东起顺时针与卡爾瓦多斯省、奧恩省、马耶讷省和伊勒-维莱讷省接壤。
与滨海勒涅维尔接壤的市镇（或旧市镇、城区）包括：滨海蒙马丹、谢讷河畔奥尔瓦勒。

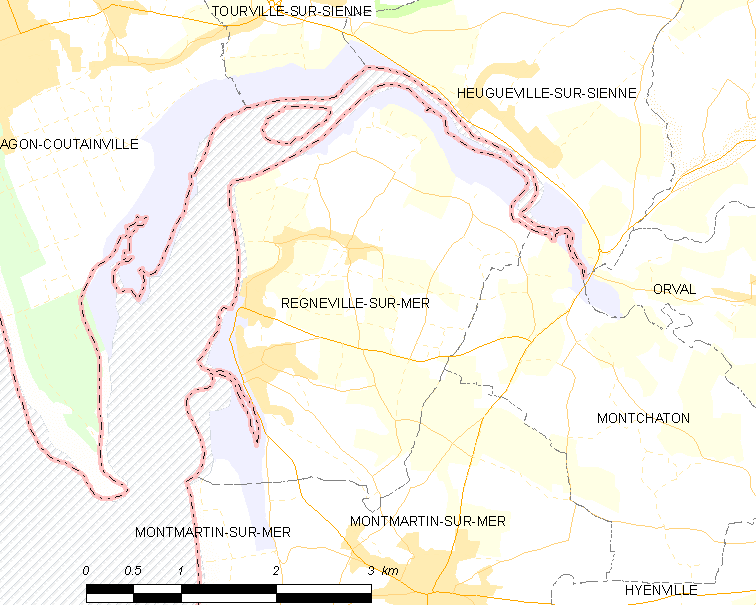
滨海勒涅维尔的OSM定位图

滨海勒涅维尔的时区为UTC+01:00、UTC+02:00（夏令时）。

## 行政
滨海勒涅维尔的邮政编码为50590，INSEE市镇编码为50429。

## 政治
滨海勒涅维尔所属的省级选区为库唐斯县。

## 人口

1962-2008年间滨海勒涅维尔人口变化图示

滨海勒涅维尔于2022年1月1日时的人口数量为731人。